# Den prøjsiske Spion
Den prøjsiske Spion er en amerikansk stumfilm fra 1909 af D. W. Griffith.

## Medvirkende
- Marion Leonard som Lady Florence.
- Harry Solter som Lopes.
- Owen Moore.
- Florence Lawrence.
- Arthur V. Johnson.